# فرودگاه شهری گودلند
فرودگاه شهری گودلند (به انگلیسی: Goodland Municipal Airport) (به زبان بومی: Renner Field) یک فرودگاه همگانی بهره‌برداری هوایی با کد یاتا GLD است که یک باند فرود بتن دارد و طول باند آن ۱۶۷۶ متر است. این فرودگاه در کشور ایالات متحده آمریکا قرار دارد و در ارتفاع ۱۱۱۴ متری از سطح دریا واقع شده‌است.